# Fiat Trattori 300
Le Fiat 300 est un tracteur agricole construit par le constructeur italien Fiat Trattori entre 1971 et 1978. Il appartient à la Série Nastro d'Oro

## Généralités
Le Fiat 300 est un des très nombreux modèles de la gamme Fiat Trattori série Nastro Oro, qui a été déclinée sous les marques OM en Italie, Someca en France, Türk Traktör en Turquie et Fiat en Italie. Il a également été exporté, notamment en Amérique du Sud.
Il fait partie de la gamme "Nastro Oro" (Ruban d'Or en italien), lancée en 1968, qui connut un immense succès dans tous les pays où elle a été commercialisée et/ou fabriquée et comprenait les modèles 250, 450, 550 et 650 à roues lors du lancement auxquels s'ajouteront en 1970 les modèles 650, 750 et 850, puis le 300 en 1982 et le 540 en 1973. De plus, la gamme sera étendue avec les séries 350, 400, 420, 440, 460, 480, 500, 600, 640, 900, 940, 950, 1000 et 1300 qui seront fabriquées sous différentes marques (Fiat - OM - Someca - Türk Traktör - etc) à l'étranger. 
La gamme Fiat Nastro Oro a été produite de 1968 à 1978 en Italie et jusqu'en 2008 à l'étranger à plus de 500 000 exemplaires.
Le Fiat 300 a été un des nombreux modèles phare de la marque et reste encore aujourd'hui un modèle recherché des amateurs de vieux tracteurs pour sa fiabilité et sa robustesse outre sa facilité d'entretien.

## Caractéristiques techniques
MoteurMoteur diesel Fiat type 8025.02 à injection directe développant 31 ch à 2 300 tr/min. C'est un bicylindre refroidi par eau de 1 727 cm3 de cylindrée avec un alésage de 95 mm et une course de 110 mm. Le régime PDP est de 540 tr/min.
Hauteur au volant153 cm.
Poids1220 kg avec les pleins et les pneus lestés, 1.395 kg avec les masses d'alourdissement.
Pneusavant : 5.00 x 15 et arrière 9.5 x 24
DiversRelevage hydraulique arrière de 770 kg. Pression hydraulique : 147 bar.